# 恵那市立飯地小学校
恵那市立飯地小学校（えなしりつ いいじしょうがっこう）とは、岐阜県恵那市にある公立小学校。

## 概要
- 通学区域は飯地町全域である。公立中学校の進学先は恵那市立恵那北中学校である[1]。
- 児童数が少ないこともあり複式学級を行っている。

## 沿革
- 1873年（明治6年） - 公立正道学校が開校。
- 1882年（明治15年） - 飯地小学校に改称する。
- 1885年（明治18年） - 飯地簡易科小学校に改称する。
- 1904年（明治37年） - 農業補習学校を併設する。
- 1908年（明治41年） - 飯地尋常小学校に改称する。
- 1919年（大正8年） - 火災により校舎が全焼。翌年再建。
- 1941年（昭和16年） - 飯地国民学校に改称する。
- 1945年（昭和20年）1月25日 - 校舎の一部を焼失する。
- 1947年（昭和22年） - 飯地村立飯地小学校に改称する（中学校併設校）。
- 1950年（昭和25年）6月1日 - 加茂郡潮南村との間で境界線が変更。潮南村大字潮見字入野が飯地村に編入され、潮南村立潮見小学校の児童の一部が転入する。
- 1954年（昭和29年）4月1日 - 大井町、長島町、東野村、三郷村、武並村、笠置村、中野方村、飯地村と合併し、恵那市が発足。同時に恵那市立飯地小学校に改称する。
- 1989年（平成元年） - 現在地に新校舎が完成し、移転。
- 1990年（平成2年） - 体育館が完成。
- 1991年（平成3年） - プールが完成。